# Mỹ Hòa Hưng
Mỹ Hòa Hưng là một xã thuộc tỉnh An Giang, Việt Nam.

## Địa lý
Mỹ Hòa Hưng là một xã cù lao nằm giữa sông Hậu ở phía đông bắc thành phố Long Xuyên, có vị trí địa lý:
- Phía đông và phía bắc giáp huyện Chợ Mới
- Phía tây giáp các phường Bình Đức, Bình Khánh và huyện Châu Thành
- Phía nam giáp các phường Mỹ Bình và Mỹ Long.

Xã có diện tích 21,19 km², dân số năm 2019 là 21.445 người, mật độ dân số đạt 1.012 người/km².
Ngã ba sông Hậu và rạch Ông Chưởng nằm đối diện góc đông bắc của cù lao.

## Hành chính
Xã Mỹ Hòa Hưng được chia thành 9 ấp: Mỹ Thuận, Mỹ Hiệp, Mỹ Khánh 1, Mỹ Khánh 2, Mỹ Long 1, Mỹ Long 2, Mỹ Thạnh, Mỹ An 1 và Mỹ An 2.

## Lịch sử

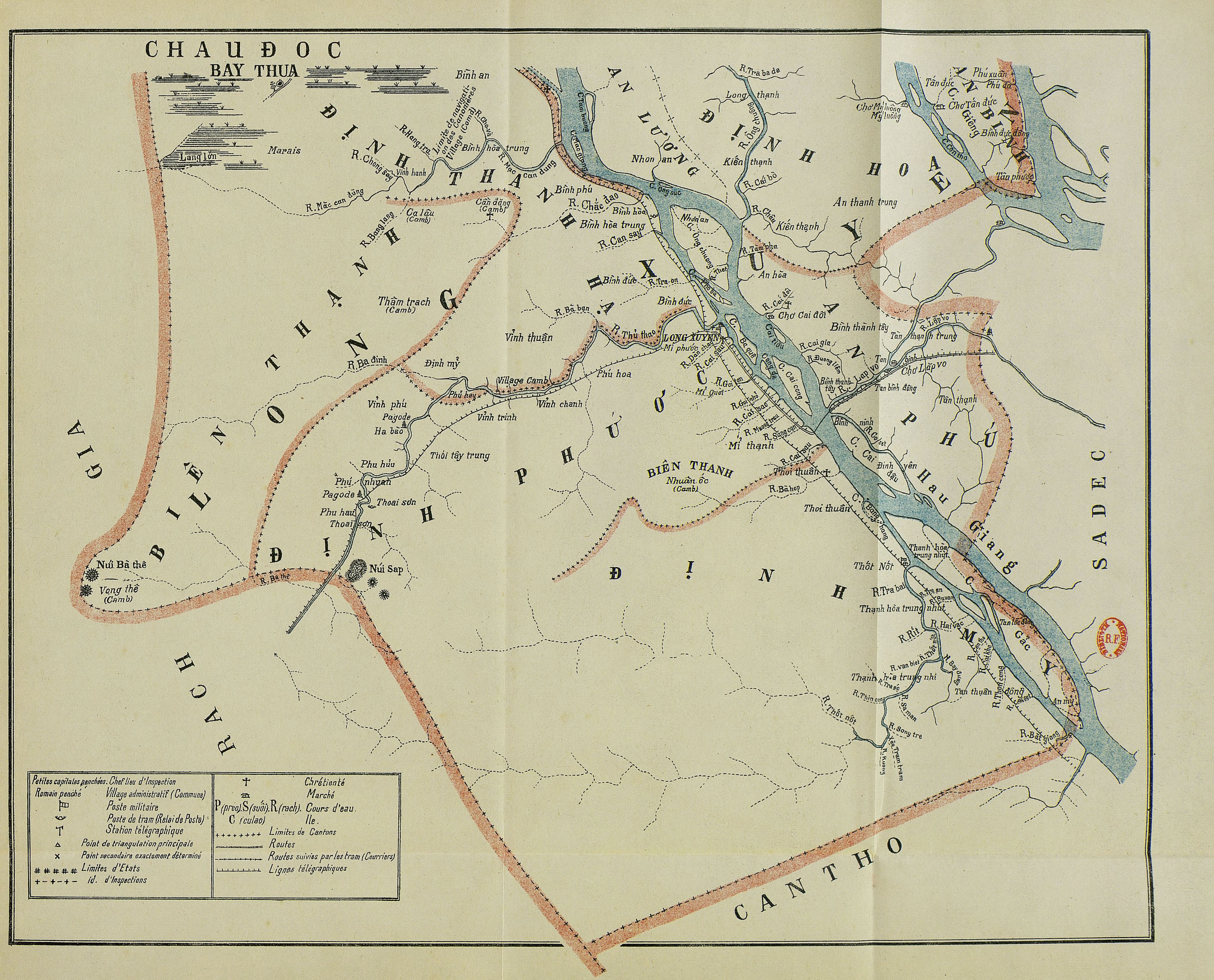
Cù lao Mỹ Hòa Hưng có tên là Ông Chưởng trong bản đồ tỉnh Long Xuyên của Nam Kỳ thuộc Pháp năm 1901

Cù lao Mỹ Hòa Hưng là một trong những vùng đất sớm mà người Việt "mang gươm đi mở cõi" ở Đồng bằng sông Cửu Long. Trước năm 1700, người Việt đã đến vùng cù lao nằm giữa sông Hậu này sinh sống. Thời các chúa Nguyễn và thời nhà Nguyễn độc lập cù lao Mỹ Hòa Hưng có tên là bãi Cây Sao, rồi khi Nguyễn Hữu Cảnh (1650-1700) theo lệnh chúa Nguyễn Phúc Chu vào xác lập chủ quyền tại vùng đất phương nam sau này là Nam Kỳ, đi đánh Cao Miên về đóng quân và mất tại đây năm 1700, nên có tên là cù lao Ông Chưởng hay bãi Ông Chưởng, hoặc bãi Lễ Công.
Theo Đại Nam nhất thống chí: "Bãi Lễ-công (bãi Ông Chưởng): ở cửa dưới sông Lễ-công và tên cũ là bãi Cây-sao, xưa chưởng cơ Lễ Thành-hầu Nguyễn Hữu Kính đánh Cao-miên, khi thắng trận trở về đóng quân ở đây, sau khi chết dân địa phương lập đền thờ." Bản dịch của Tu Trai Nguyễn Tạo còn thêm: "Bãi Lễ công ở trung lưu sông Hậu Giang (giữa dòng sông Hậu), hạ khẩu sông Lễ công, nguyên tên là bãi Cây-sao (Sao mộc)..." Sách Gia Định thành thông chí chú thích rõ: "Cù lao này lúc trước có nhiều cây sao, tức là cù lao Ông Chưởng ngày nay". Sử nhà Nguyễn gọi cồn Cây Sao là Cù lao Sao Mộc hay Tiêu Mộc hoặc châu Sao Mộc. Về sông Hậu Giang, Đại Nam nhất thống chí chép: "... Sông từ sông Châu-đốc chảy về phía đông-nam qua các sông Cần-chông, sông Khúc, giữa có các bãi Thảo-mãng, Cần-chông, Thị-bông gồm 51 dặm, đến cửa dưới kênh Thuận, lại phía tây: qua rạch Dầu, sông Cần-đăng, bãi Cây-sao gồm 37 dặm đến cửa dưới sông Lễ-công; đến sông Qua, làm thành bãi Qua, bờ phía tây qua kênh Đông-xuyên, rạch Lao, bờ phía đông qua Trường-tiền, gồm 27 dặm đến sông Cường-thành,..." Trong bản đồ tỉnh Long Xuyên thời Pháp thuộc năm 1901, cù lao Mỹ Hòa Hưng có tên là cù lao Ông Chưởng.
Vào thời nhà Nguyễn độc lập cũng có một cù lao nhỏ, nằm ở cửa trên rạch Ông Chưởng cũng mang tên là vàm Ông Chưởng hoặc cù lao Ông Chưởng hay bãi Lễ Công, nằm ở vị trí rạch Ông Chưởng nhận nước từ sông Tiền ở phần phía bắc của xã Kiến An huyện Chợ Mới tỉnh An Giang ngày nay (dấu vết là một doi đất nhỏ hình con hến nằm kẹp giữa sông Tiền, cửa trên rạch Ông Chưởng và kênh Chăn Cà Na ở phần phía bắc xã Kiến An). Gia Định thành thông chí chép rằng: "Lễ Công giang thượng khẩu: Tục gọi là vàm Ông Chưởng; cửa sông nầy rộng 8 tầm, sâu 8 thước ta. Trước cửa sông có cù lao nhỏ và nhân tên sông mà gọi tên cù lao ấy (cù lao Ông Chưởng), ở cách phía tây đạo Đông Khẩu 90 dặm rưỡi. Sông chảy vào nam 60 dặm rưỡi đến hạ khẩu rồi hợp lưu với Hậu Giang. Bờ phía tây có sở thủ ngự Hùng Sai, bờ phía tây thượng khẩu có miếu thờ Khâm sai Chưởng cơ Lễ Thành hầu Nguyễn (Nguyễn Hữu Cảnh) vì dân ở đấy cho rằng ông có công dẹp yên Cao Miên, khai thác đất này, nên nhân dân nhớ công đức mà lập miếu thờ,... Việc lấy tên của ông đem đặt tên sông là muốn người sau muôn đời không quên ơn đức của ông vậy. Đến như huân nghiệp rực rỡ của ông đã được ghi rõ trên lá cờ đặt ở đền thờ chính ở Biên Hòa. Nơi đền chính này đều có lễ cúng cấp quốc gia xuân thu hai lần và lễ này đã được ghi vào Hội điển của triều đình." Cù lao Ông Chưởng (thượng khẩu) này được Đại Nam nhất thống chí chép trong mục về "Lễ-công giang" (rạch Ông Chưởng): "...Thượng khẩu rộng 4 trượng, sâu 8 thước, phía trước có bãi cát nhỏ cũng gọi là bãi Lễ-công." Tuy nhiên, vàm Ông Chưởng này và cả vùng đất bên bờ phải rạch ông Chưởng trong đó có vùng thuộc huyện Chợ Mới ngày nay được cho là cù lao Ông Chưởnɡ nơi có nhiều đền thờ Hữu Cảnh cũng đều không phải là nơi Nguyễn Hữu Cảnh đóng quân và mắc bệnh mà chết. Đại Nam nhất thống chí khẳng định chỉ có một bãi Lễ Công (cù lao nằm ở giữa sông Hậu, nơi rạch Ông Chưởng đổ nước vào sông Hậu, tức cù lao Mỹ Hòa Hưng ngày nay), là nơi duy nhất mà Lễ Thành hầu Nguyễn Hữu Cảnh (Hữu Kính) đóng quân và bị bệnh nặng dẫn tới tử vong trên đường về., (trên đó cũng từng có đền thờ ông). Và cũng chỉ duy nhất một cù lao Ông Chưởng (Mỹ Hòa Hưng) là từng mang tên cù lao Cây Sao hay cồn Sao Mộc.
Về đền thờ Nguyễn Hữu Cảnh trên cù lao Cây Sao Gia Định thành thông chí chép: "Đền Lễ Công: Ở trên cù lao lớn sông Hậu Giang, tháng 7 năm Kỷ Mão (1699) đời Hiển Tông thứ 9 (Quốc chúa Nguyễn Phúc Chu), (năm thứ 20 niên hiệu Chính Hòa đời Lê Hy Tông, năm thứ 36 Đại Thanh Càn Long), Nặc Thu người nước Cao Miên đắp lũy Gò Vách, Nam Vang và Cầu Nôm, rồi cướp bóc dân buôn. Tướng Long Môn là Thống binh Thắng Tài hầu Trần Thượng Xuyên đang giữ Doanh Châu đem việc ấy báo lên. Tháng 11, Chưởng cơ Lễ Thành hầu Nguyễn công và Tham mưu Cẩm Long hầu Phạm công điều động Lưu thủ dinh Trấn Biên là Nguyễn Hữu Khánh và biền binh 2 dinh Quảng Nam, Bình Khang cùng tướng sĩ Long Môn đến đóng ở Tân Châu để dò xem tình hình giặc hư thật thế nào, rồi tháng 3 năm Canh Thìn (1700) kéo quân thẳng đến lũy Nam Vang. Quân địch bày trận chờ đợi, Lễ công đứng đầu thuyền rút gươm chỉ huy ba quân tiến vào, tiếng súng đại bác nổ vang như sấm. Do Nặc Thu lui trước nên quân Cao Miên không đánh mà tự tan, quan quân phá luôn lũy Gò Vách, Nặc Yêm ra đầu hàng. Lễ công vào đồn vỗ yên nhân dân. Tháng 4, Nặc Thu đến trước quân dinh xin chịu tội, Lễ công lấy lời thành thực an ủi, lịnh cho Thu về lại La Vách chiêu tập dân lưu tán, Lễ công kéo quân về cù lao Cây Sao (cù lao này xưa có nhiều cây sao, tức nay là cù lao Ông Chưởng) làm tờ báo tiệp và chờ lệnh. Đêm 26 tháng ấy bỗng có gió mưa tầm tã, đất đầu cù lao bị sụt lở, tiếng vang như sấm lớn. Đêm ấy Lễ công nằm mộng thấy một người cao lớn mặc áo gấm, tay cầm cái búa Việt màu vàng, mặt đỏ như son, mày râu bạc trắng, đến trước ông bảo rằng: Tướng quân hãy kéo quân về sớm, không nên ở lâu nơi ác địa nầy. Công thức dậy, cảm thấy dã dượi nhưng vì việc ngoài biên chưa xong, bọn yêu nghiệt còn ẩn núp chốn núi rừng. Công đang trù trừ chưa quyết định thì ba quân bỗng bị phát bệnh dịch mà chính Công cũng bị nhiễm nhẹ, dần dần hai chân mất hẳn cảm giác, không ăn uống được. Gặp ngày Đoan ngọ (ngày 5 tháng 5), Công miễn cưỡng ra dự tiệc để khen lao tướng sĩ, rồi bị trúng gió mà thổ huyết, bệnh tình càng trầm trọng. Ngày 14, Công kéo binh về, ngày 16 đến Sầm Giang (Rạch Gầm) thì than ôi! Công từ trần. Quan quân chở quan tài về dinh Trấn Biên tạm quàn ở đấy, tâu trình sự việc lên vua. Vua nghe tin lấy làm thương tiếc than thở hồi lâu sắc tặng là Hiệp tán Công thần đặc tiến Chưởng dinh, thụy là Trung Cần, thọ được 51 tuổi. Người Cao Miên lập miếu thờ Công ở đầu cù lao Nam Vang. Cù lao nơi Công dừng binh, nhân dân cũng lập đền thờ và gọi tên cù lao ấy là cù lao Ông Lễ, còn chỗ dừng quan tài ở dinh Trấn Biên cũng lập miếu thờ, các miếu ấy đều rất linh ứng. Phải chăng do lòng trung thành chính khí của Công cùng trời đất bàng bạc khắp nơi vậy." Một điều tồn nghi là trên đất cù lao Mỹ Hòa Hưng cũng là xã Mỹ Hòa Hưng, nguyên là cồn Cây Sao nằm giữa sông Hậu đối diện cửa dưới rạch Ông Chưởng, hiện nay lại không có đền thờ Nguyễn Hữu Cảnh. Tuy nhiên, trong bài "Cù lao Ông Chưởng" báo Cần Thơ có viết: "Trên đất cù lao Ông Chưởng có không biết “cơ man” miếu thờ Nguyễn Hữu Cảnh mà người dân trân trọng gọi là “Dinh thờ Ông Lớn” hoặc “Dinh Ông”, còn tên chính thức thì tùy theo từng “dinh”... Dinh thờ Quan Thượng đẳng đại thần Nguyễn Hữu Cảnh ở Vàm Sau dời về Long Kiến.... Để tưởng nhớ công ơn mở cõi đất phương Nam của ông, nhân dân nhiều nơi khu vực này đã lập đền thờ ông. Ở cù lao Ông Chưởng có hai dinh quan trọng: Dinh Ông Long Kiến và Dinh Ông Kiến An. Dinh Ông Kiến An về sau vì đất lở nên chia hai, thêm Dinh Ông thị trấn (Chợ Mới)." Như vậy các đền thờ chính thờ Nguyễn Hữu Cảnh ở huyện Chợ Mới tỉnh An Giang, chủ yếu tập trung tại cửa trên (Dinh Ông Kiến An) và cửa dưới (Dinh Ông Long Kiến) của rạch Ông Chưởng và đều từng bị chuyển rời khỏi vị trí ban đầu do đất bãi sạt lở. Dinh Ông Long Kiến nằm tại cửa dưới rạch Ông Chưởng, trên địa bàn xã Long Kiến huyện Chợ Mới tỉnh An Giang (bên bờ tả ngạn cửa dưới rạch Ông Chưởng), từng bị chuyển dời từ Vàm Sau (theo Sơn Nam Vàm là từ tiếng Việt mượn phiên âm của Tiếng Khmer để chỉ nơi cửa sông) vào tới vị trí ngày nay.

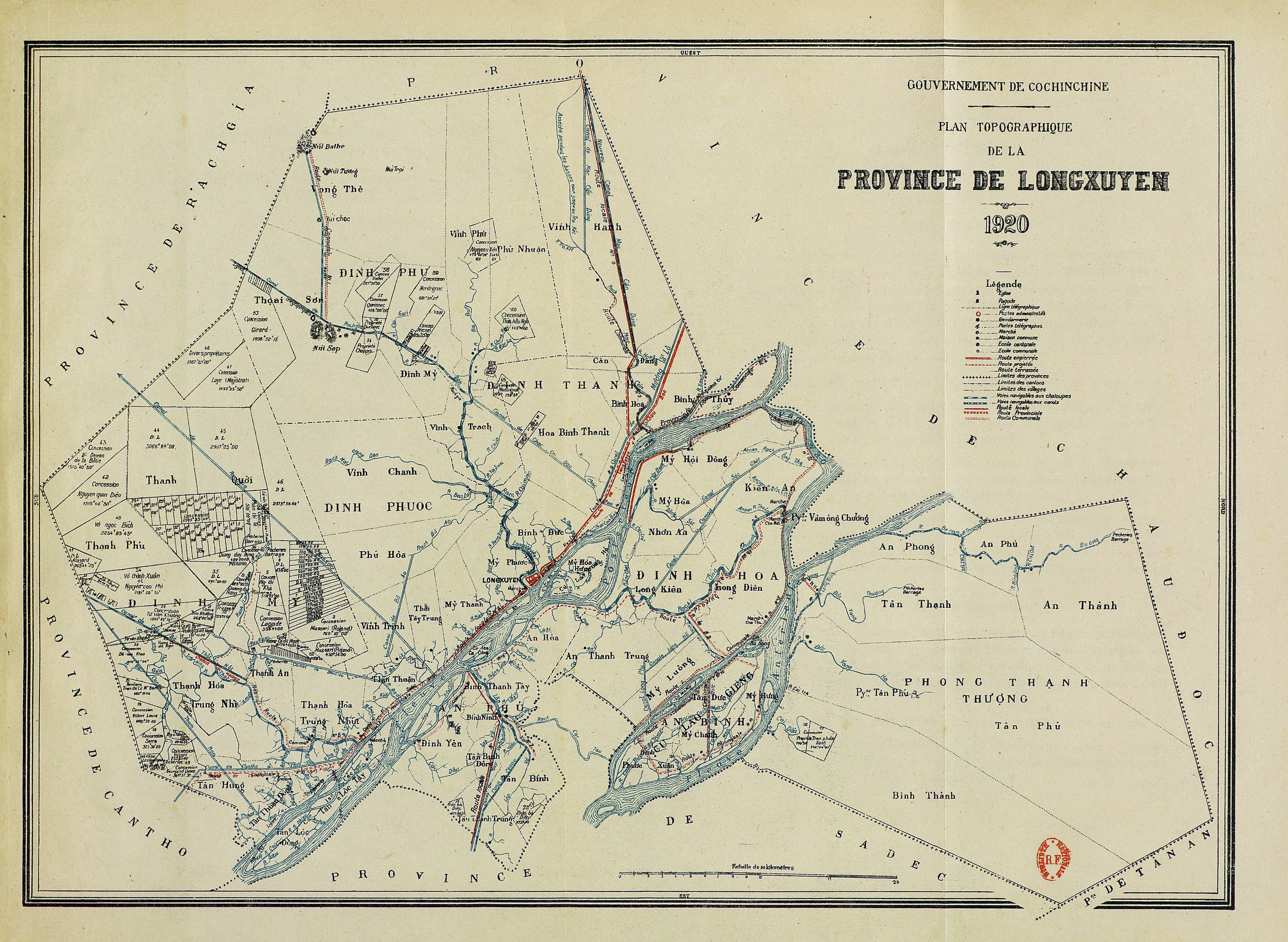
Tên Mỹ Hòa Hưng xuất hiện tại vị trí nguyên là cù lao Cây Sao (Ông Chưởng) giữa sông Hậu, trong bản đồ tỉnh Long Xuyên của Nam Kỳ thuộc Pháp năm 1920

Đầu thế kỷ 20, khoảng những năm sau 1901 đến 1920, vùng đất cù lao tại ngã ba sông Hậu - rạch Ông Chưởng được đổi thành cù lao Mỹ Hòa Hưng. Trong bản đồ tỉnh Long Xuyên của Nam Kỳ thuộc Pháp năm 1920, cái tên Mỹ Hòa Hưng xuất hiện tại vị trí nguyên là cù lao Cây Sao (Ông Chưởng) giữa sông Hậu, nơi cửa dưới đổ nước vào sông Hậu của rạch Ông Chưởng. Theo báo Cần Thơ thì tới năm 1919, 3 làng xã nằm trọn vẹn trên cù lao giữa sông Hậu này của tổng Định Thành quận Châu Thành tỉnh Long Xuyên là: Mỹ Hội Tiểu, An Hòa và Hưng Châu sáp nhập thành làng xã Mỹ Hòa Hưng thuộc tổng Định Thành. Từ đó cù lao có tên là Mỹ Hòa Hưng. Nhưng cũng từ đây (năm 1919), cái tên cù lao Ông Chưởng bị loại dần ra khỏi lịch sử của xã cù lao này và dần rơi vào quên lãng trong ký ức của người dân địa phương cũng như toàn bộ xứ Nam Kỳ thuộc Pháp, thay thế vào đó lại là cái tên dân gian theo truyền thuyết không biết có từ bao giờ là cù lao Ông Hổ để gọi vùng đất cù lao này. Trong lịch sử tỉnh An Giang nhà Nguyễn (vùng đất rộng lớn chiếm non nửa diện tích đồng bằng sông Cửu Long ngày nay), cái tên cù lao Ông Hổ chưa bao giờ là tên gọi cho cù lao nguyên là cù lao Cây Sao nằm giữa sông Hậu tại cửa dưới rạch Ông Chưởng này. Tỉnh An Giang xưa, cũng như trên toàn bộ Nam Kỳ Lục tỉnh cũng chỉ có hai bãi Hổ-châu, trong đó: một tên chính thức bãi Hổ châu (tức bãi Hổ, theo Gia Định thành thông chí từ "châu" trong "bãi Hổ châu" là để chỉ các xứ "cù lao") nhưng lại nằm ở phần đất phía đông sông Tiền Giang của tỉnh An Giang nhà Nguyễn , tên còn lại là tên không chính thức để gọi bãi Hoàng Dung (phần phía bắc của Cù Lao Dung ngày nay, cũng gọi là bãi Hổ-châu, do trên bãi này thời chúa Nguyễn có nhiều hổ). Đại Nam nhất thóng chí chép về tỉnh An Giang có viết: "... Bãi Hổ-châu ở phía đông sông Tiền Giang và sông Tân Đông, có hai thôn Tĩnh-thái và Tân-tịnh. Năm Kỉ Dậu, quân ta đánh tan được quân thái bảo của giặc Phạm Văn Tham ở Hổ-châu, tức là bãi này."
Làng An Hòa xã Mỹ Hòa Hưng, thời Pháp thuộc, trước năm 1919, là xã An Hòa tổng Định Thành quận Châu Thành tỉnh Long Xuyên, là quê hương của chủ tịch nước Việt Nam Tôn Đức Thắng (1888-1980).
Sau năm 1975, Mỹ Hòa Hưng là một xã thuộc huyện Châu Thành.
Ngày 23 tháng 8 năm 1979, Hội đồng Chính phủ ban hành Quyết định 300-CP. Theo đó, sáp nhập xã Mỹ Hòa Hưng vào thị xã Long Xuyên.

### Thơ và ca dao về cù lao Ông Chưởng
| Nam Kỳ phong tục nhơn vật diễn ca Trích: Sông Lễ Công chỗ cù lao, Miếu quan Chưởng Lễ thuở nào lưu lai. Đồng Nai cũng có miễu ngài, Nam Vang, Châu Đốc lại hai chỗ thờ. Coi ra hiển hách bây giờ, Cù lao ông Chưởng tư cơ đứng đầu. (Nguyễn Liên Phong, 1909) | Và bài thơ luật Đường của T.T.T: Cù lao Ông Chưởng Noi dấu tôi công tự thuở giờ, Cù lao ông Chưởng đó trơ trơ. Xanh om mấy cụm bần theo bãi, Trắng xóa đôi bên sóng phủ bờ. Người chết nhang đèn chong vẫn tỏ, Tên còn tre lụa nét không mờ. Ngàn thu trở xuống nhuần ơn sót, Châu Đốc, Nam Vang có miếu thờ. | Bao phen quạ nói với diều Cù lao Ông Chưởng có nhiều cá tôm. (ca dao) |

### Truyền thuyết tên "cù lao Ông Hổ"

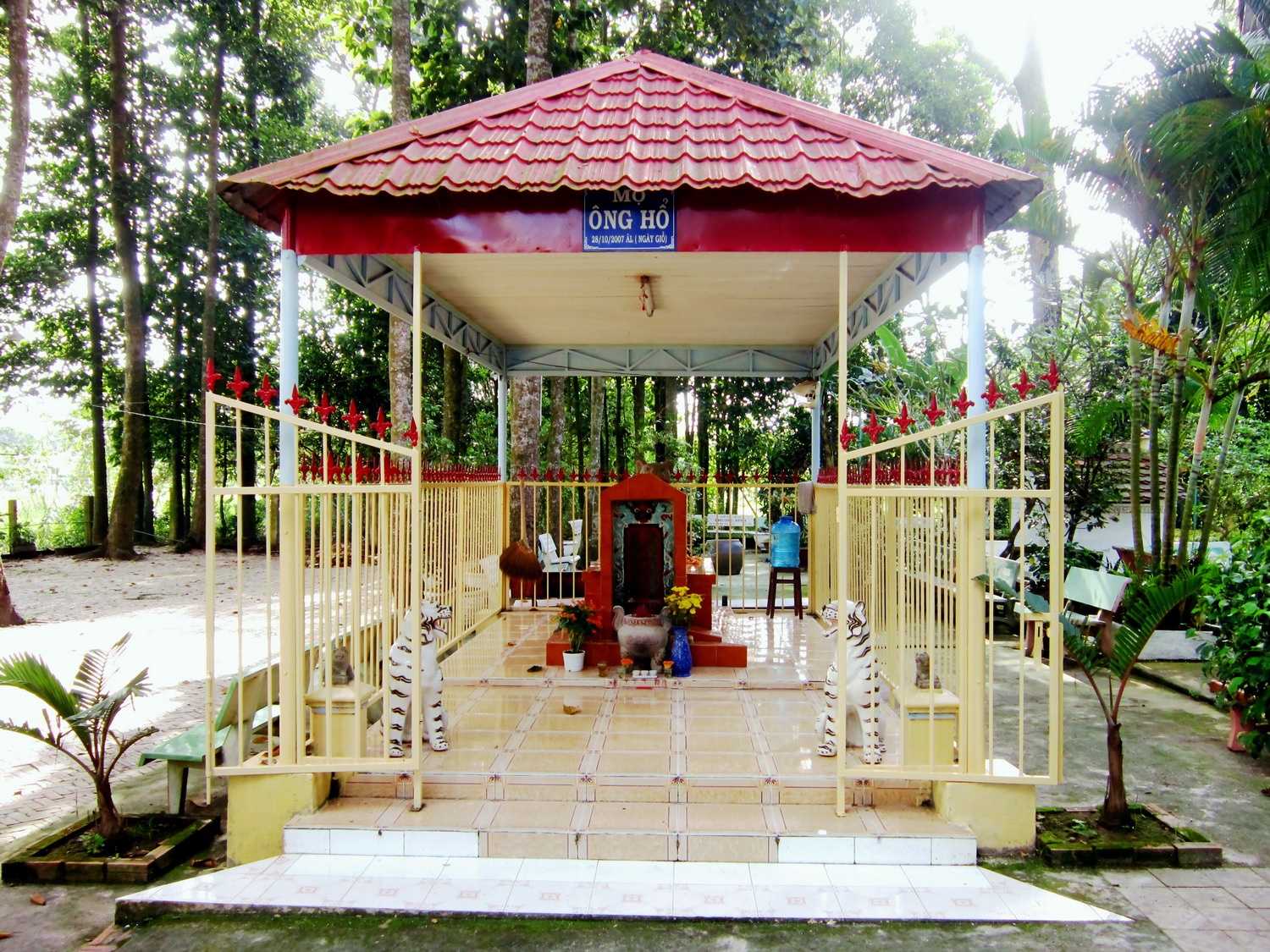
Mộ Ông Hổ trong khuôn viên Bửu Long Cổ Tự

Tương truyền, ngày xưa có hai vợ chồng lão nông dân sống trên cù lao, mà ngày nay có tên là Mỹ Hòa Hưng. Một hôm, ông bà chèo xuồng đi lấy củi; đến khi trở về, nhìn thấy trên mảng lục bình trôi trên sông có con vật gì rất giống mèo. Hai ông bà đến xem thì biết được là một con hổ con vừa đói vừa rét, bèn đem về nhà nuôi dưỡng. Khi lớn lên, con hổ rất hiền lành, không phá phách ai. Khi hai ông bà qua đời, hổ cũng bỏ vào rừng. Hằng năm, tới ngày giỗ ông bà, hổ đều mang về một con heo rừng đặt bên mộ rồi đi. Dân làng cảm động vì thấy con vật sống có nghĩa nên đặt tên cù lao là cù lao Ông Hổ. Ca dao Nam Bộ có câu:
| “ | Dù ai đi ngược bốn bề Chưa đến Ông Hổ chưa về An Giang | ” |

Hiện nay trên sân chùa cổ Bửu Long ở ấp Mỹ Khánh 1, xã Mỹ Hòa Hưng vẫn còn mộ của Ông Hổ. Mộ của ông đã được cất mới vào năm 2007. Hàng năm, lễ giỗ Ông Hổ được tổ chức vào ngày 28 tháng 10 (âm lịch).

## Di tích - danh thắng
Nơi đây có cảnh quan thiên nhiên với sông nước mênh mông, làng bè trên sông, kênh rạch chằng chịt, vườn cây ăn trái và các di tích lịch sử văn hóa có giá trị như: khu lưu niệm Chủ tịch Tôn Đức Thắng, miếu Ông Hổ, v.v...

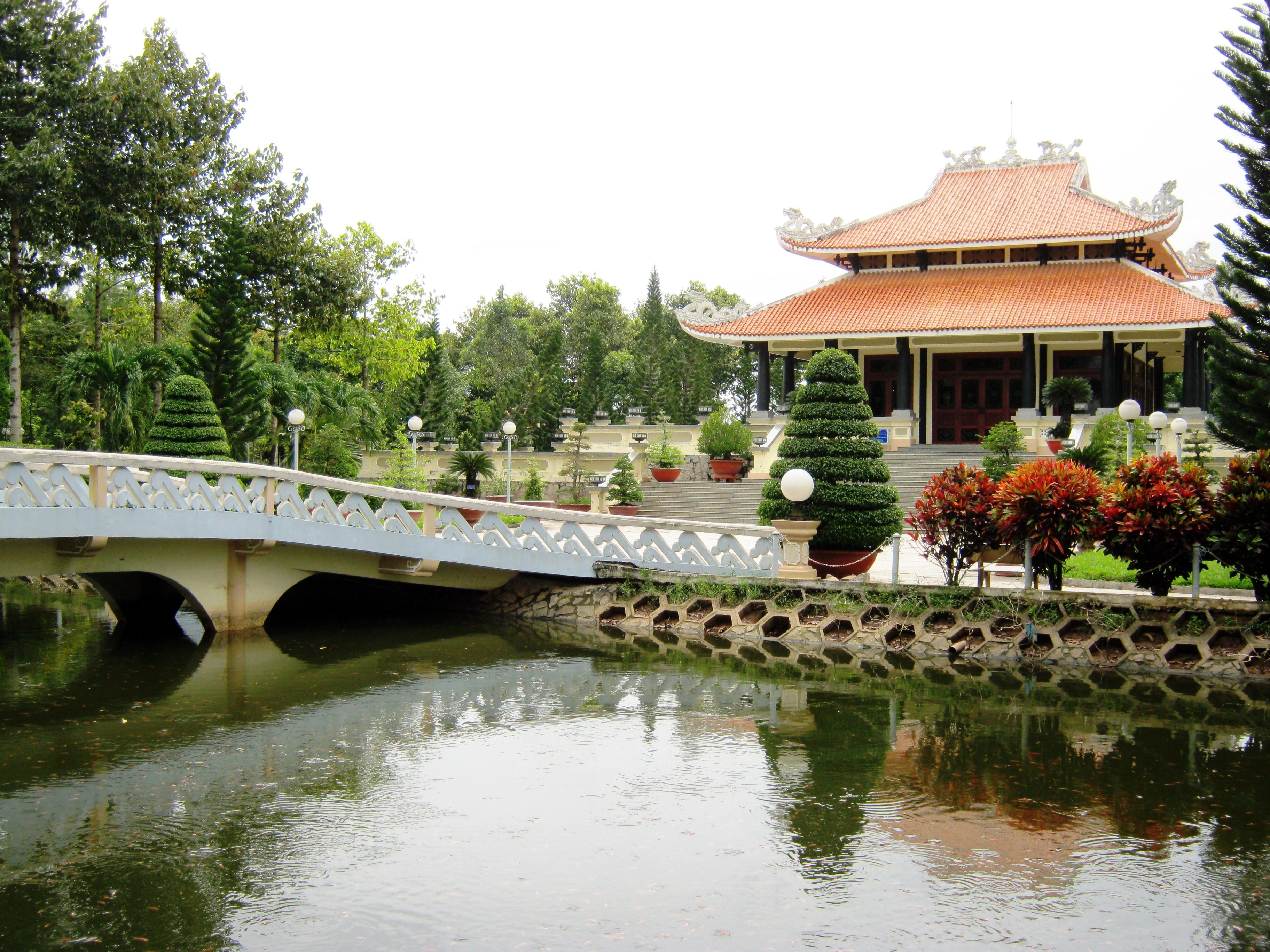
Khu đền thờ Chủ tịch Tôn Đức Thắng

## Hình ảnh

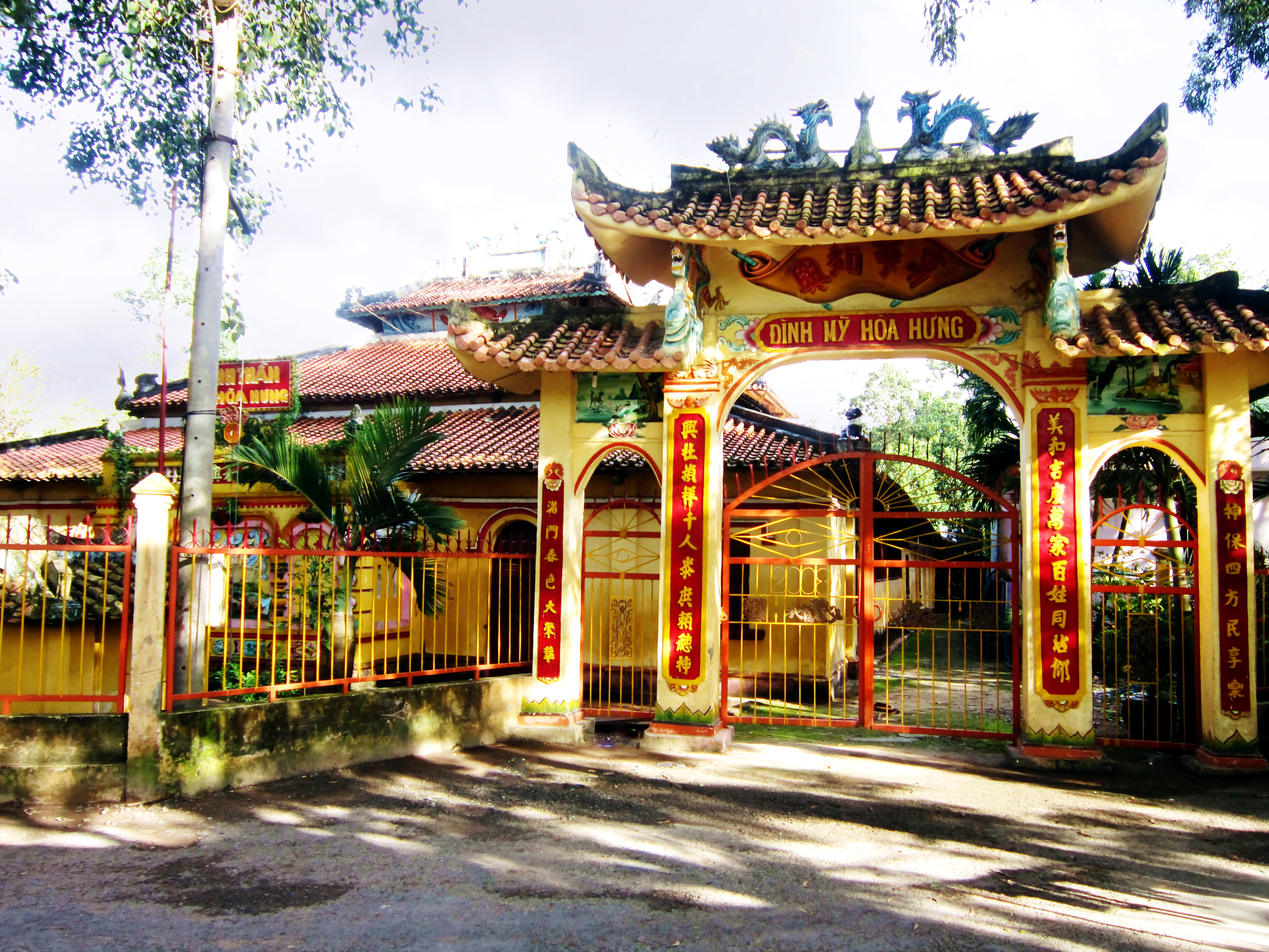
Đình thần xã Mỹ Hòa Hưng là di tích lịch sử cấp tỉnh.
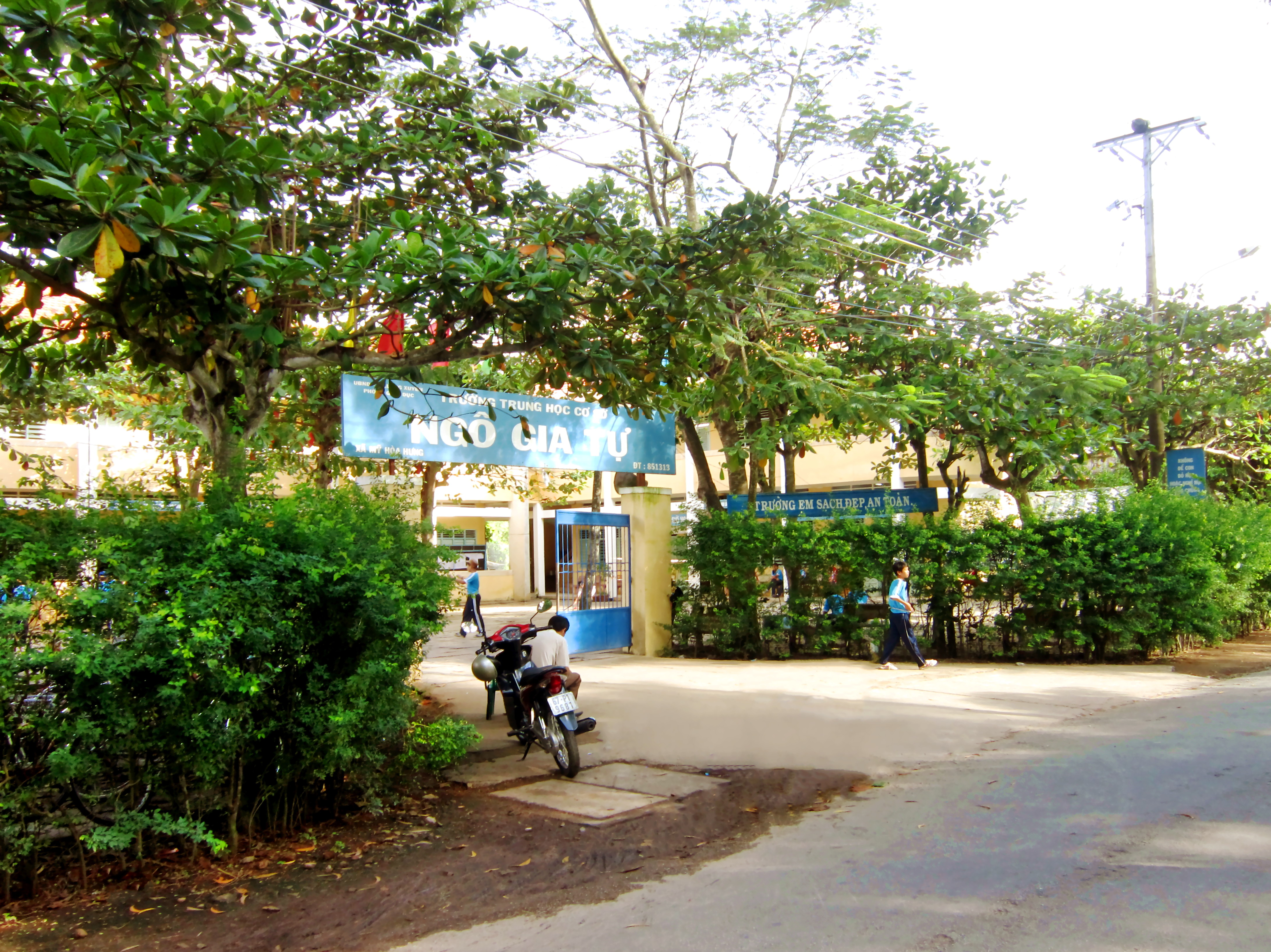
Trường Trung học cơ sở Ngô Gia Tự ở xã Mỹ Hòa Hưng.
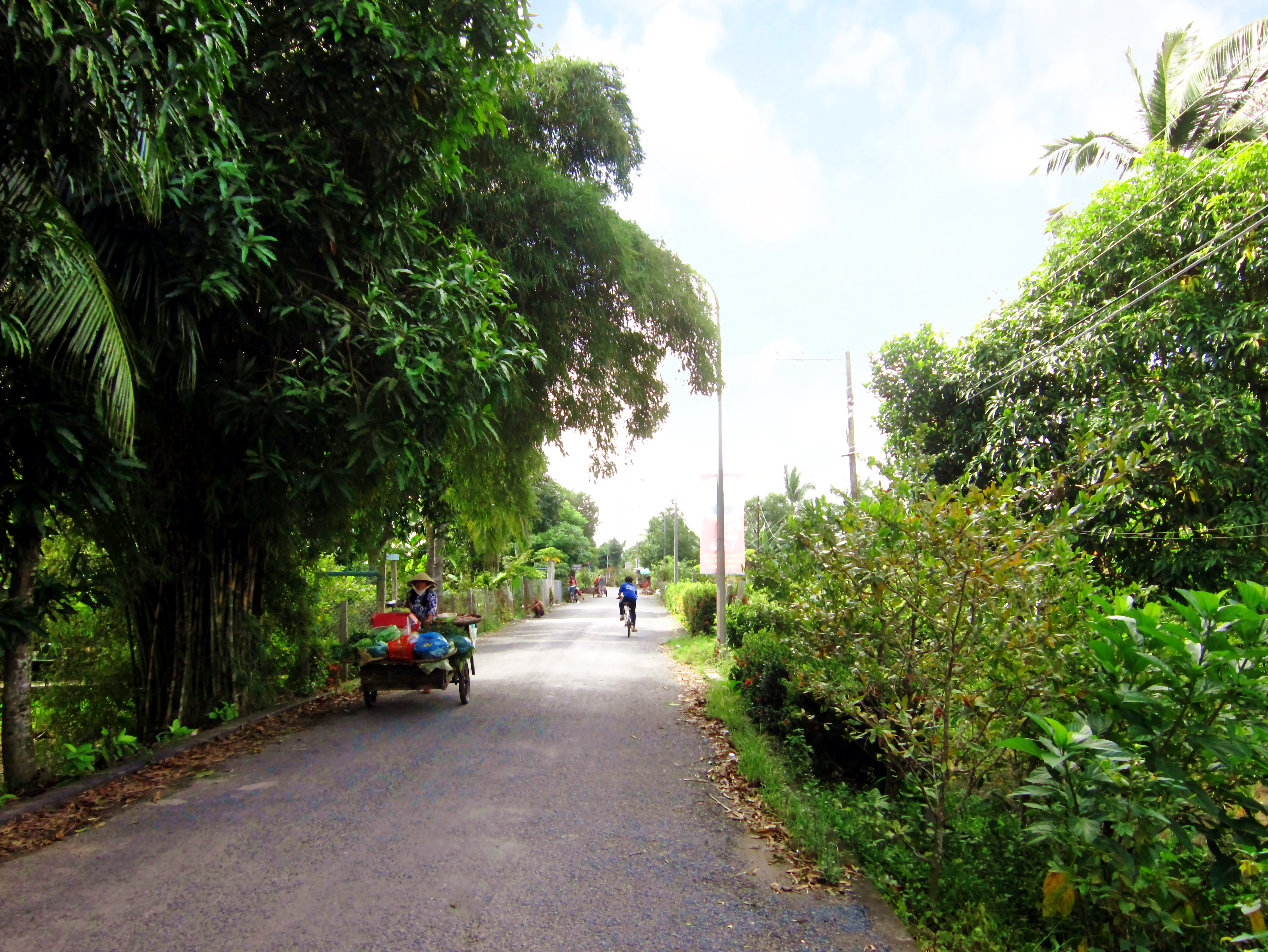
Đường nhựa liên ấp ở xã Mỹ Hòa Hưng.
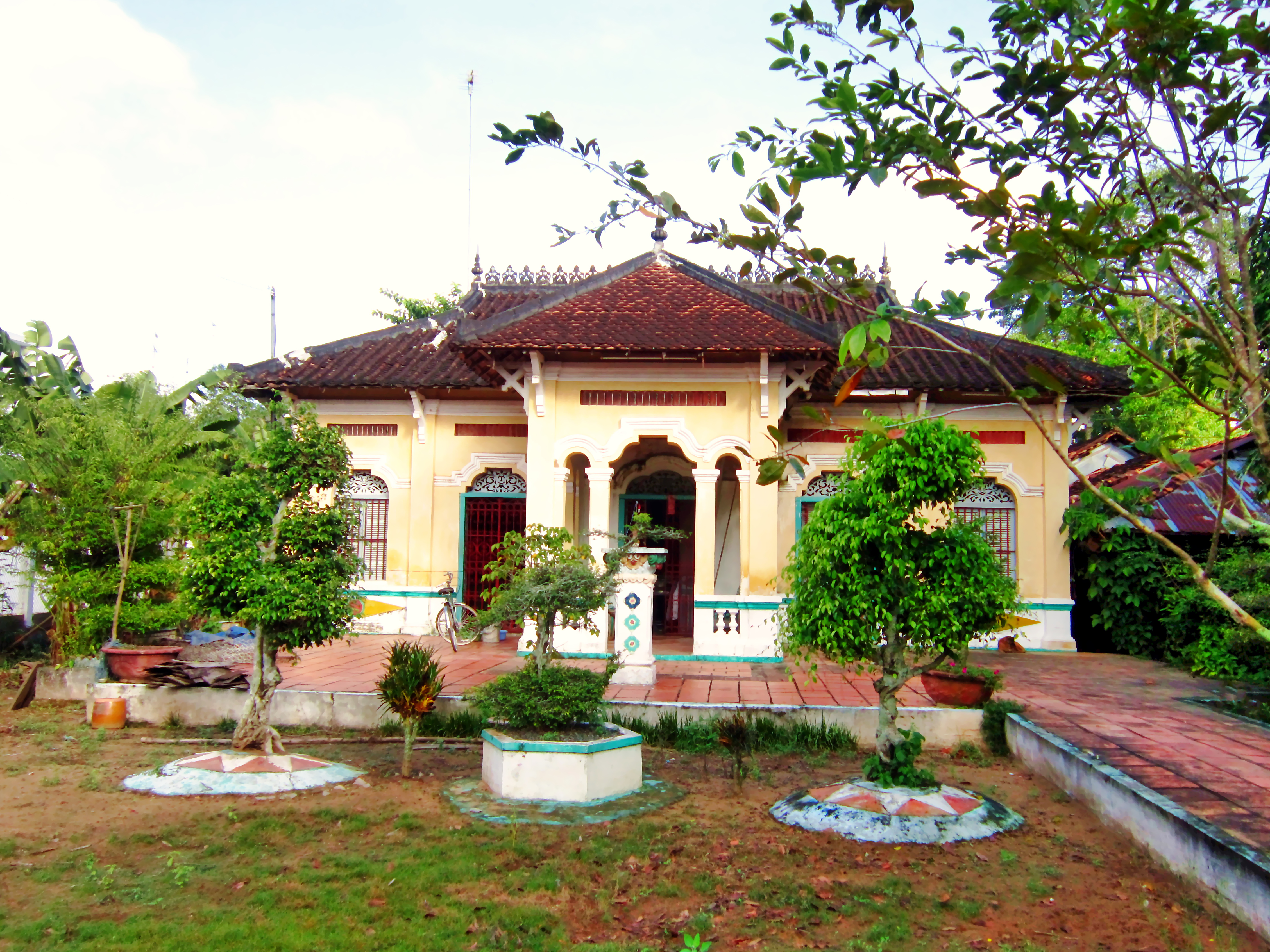
Một biệt thự xây năm 1937 ở xã Mỹ Hòa Hưng.
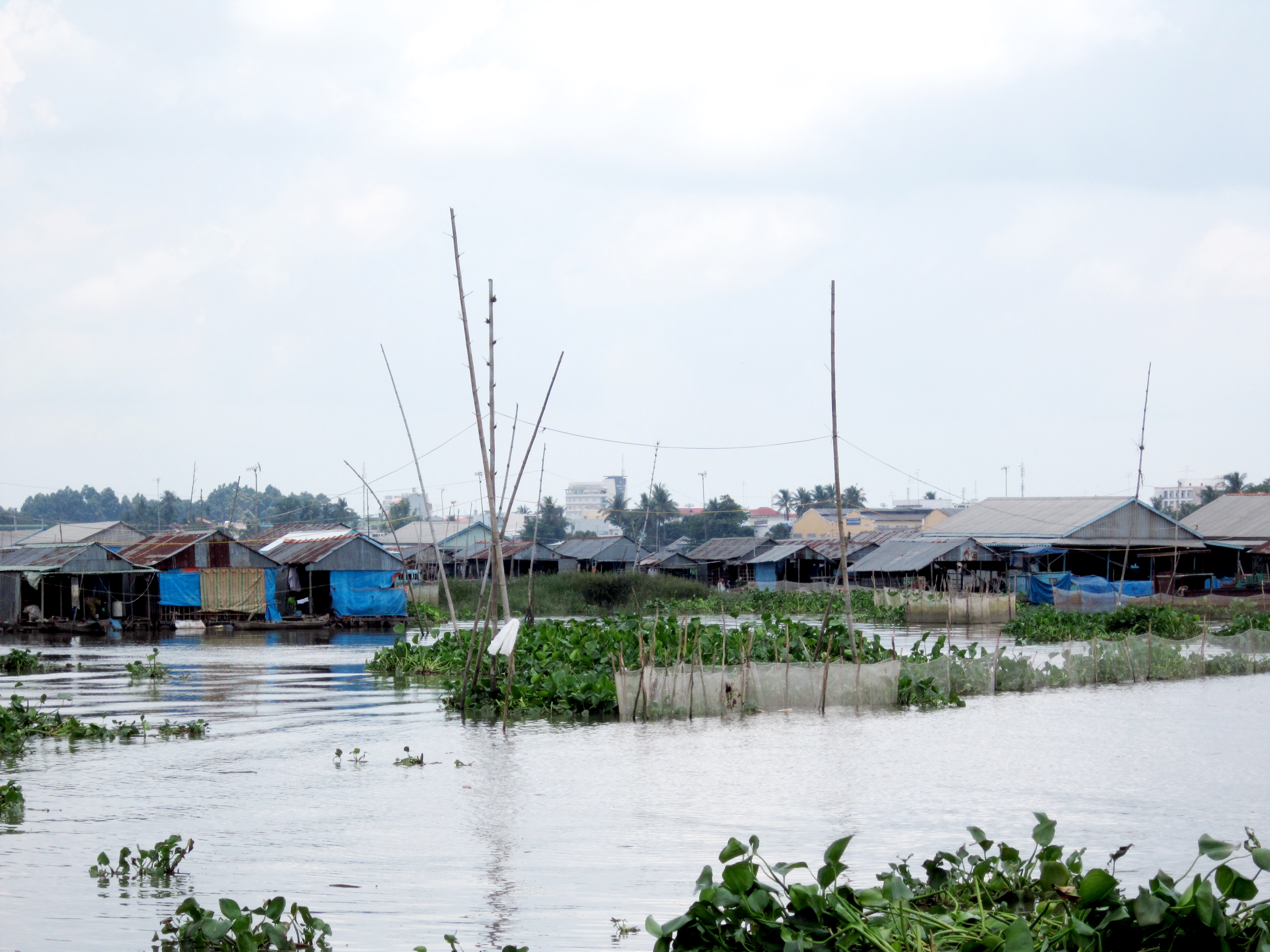
Nuôi cá bằng lồng bè trên sông Hậu, bên cù lao Mỹ Hòa Hưng.
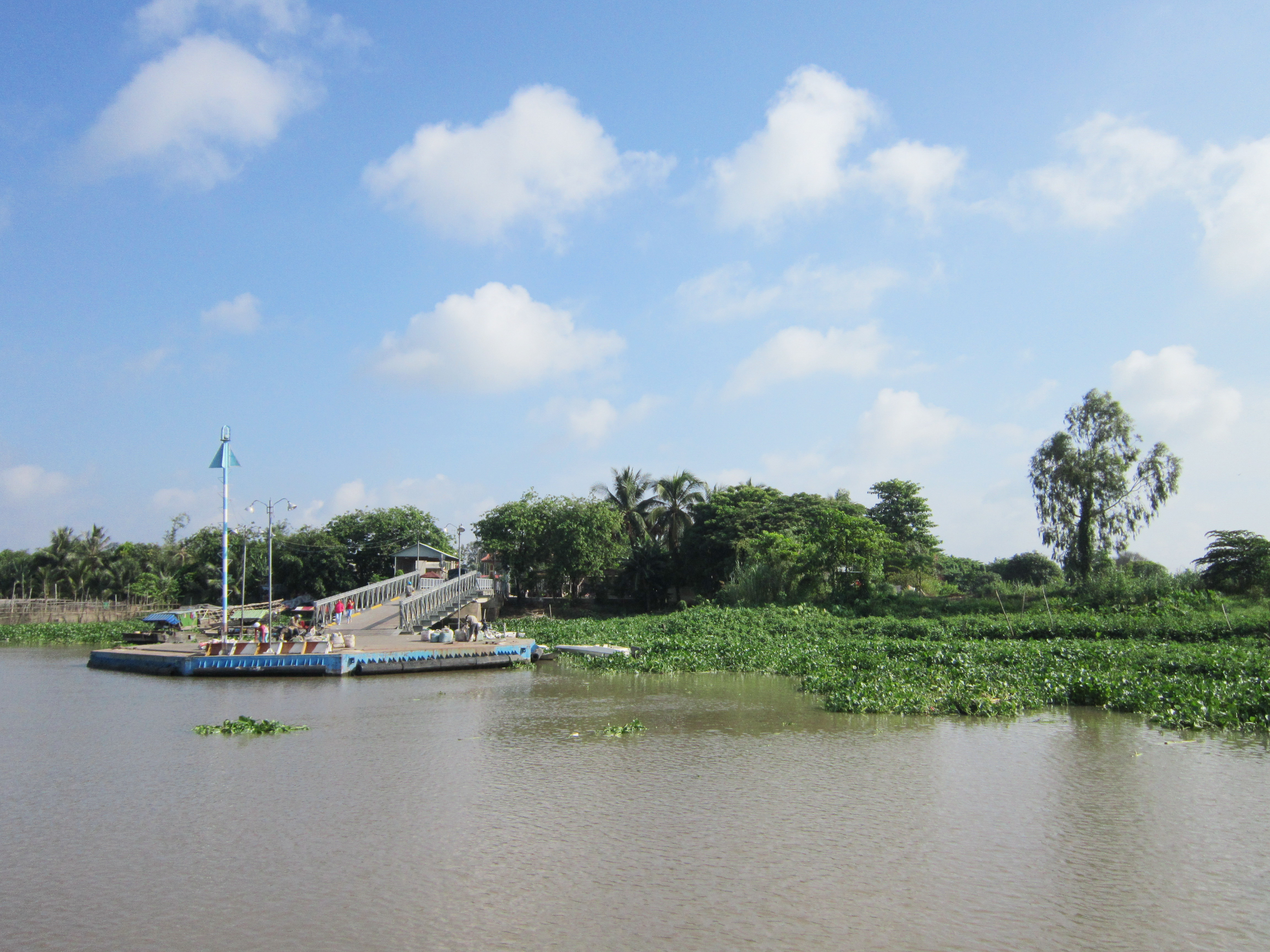
Bến phà Ô Môi (bờ cù lao Mỹ Hòa Hưng).
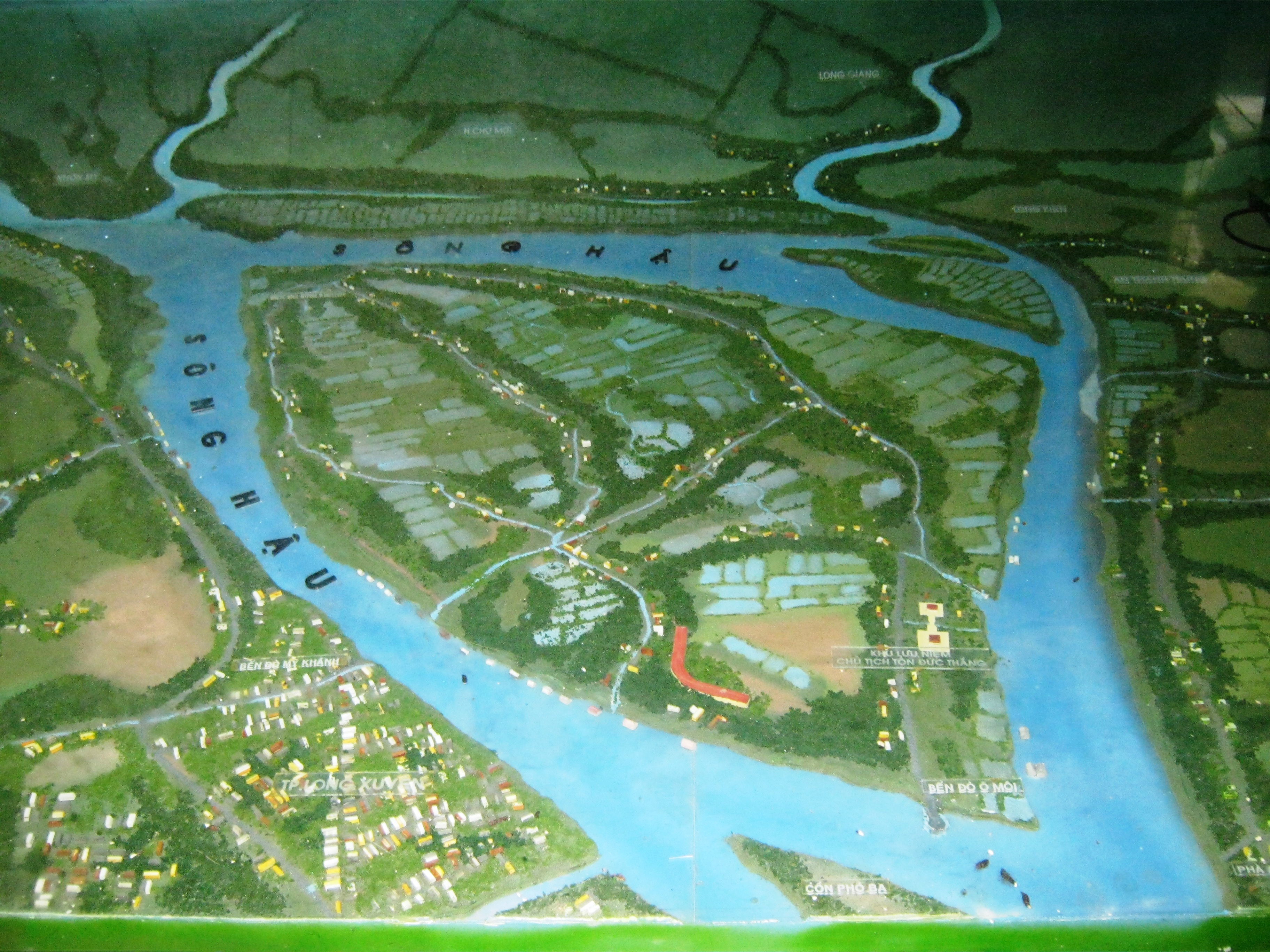
Sa bàn cù lao Mỹ Hòa Hưng.